# Référendum constitutionnel guinéen de 1990
Le référendum constitutionnel guinéen de 1990 a lieu le 23 décembre 1990 en Guinée afin que la population se prononce sur l'adoption d'une nouvelle constitution.
La nouvelle constitution est approuvée à une écrasante majorité des votants, plus de 98 % d'entre eux votant en faveur du projet, avec une participation d'un peu plus de 97 %.

## Résultats
| Choix                     | Votes     | %     |
| ------------------------- | --------- | ----- |
| Pour                      | 2 883 156 | 98,68 |
| Contre                    | 38 578    | 1,32  |
|                           |           |       |
| Votes valides             | 2 921 734 | 99,82 |
| Votes blancs et invalides | 5 234     | 0,18  |
| Total                     | 2 926 968 | 100   |
| Abstention                | 77 993    | 2,60  |
| Inscrits/Participation    | 3 004 961 | 97,40 |

Approuvez vous la nouvelle constitution ?
| Pour 2 883 156 (98,68 %) |
| ▲                        |
| Majorité absolue         |